# 船湾镇
船湾镇，是中华人民共和国湖南省株洲市醴陵市下辖的一个乡镇级行政单位。

## 行政区划
船湾镇下辖以下地区：
四方社区、金子坪社区、玉堂村、星桥村、乐家村、狮力村、台前村、船湾村、大界村和丽山村。